# Tamada Masato
Masato Tamada (sinh ngày 25 tháng 8 năm 1976) là một cầu thủ bóng đá người Nhật Bản.

## Sự nghiệp câu lạc bộ
Masato Tamada đã từng chơi cho Sanfrecce Hiroshima.